# Code de la démocratie locale et de la décentralisation
 (mars 2023).
La mise en forme du texte ne suit pas les recommandations de Wikipédia : il faut le « wikifier ».
Les points d'amélioration suivants sont les cas les plus fréquents :
- Les titres sont pré-formatés par le logiciel. Ils ne sont ni en capitales, ni en gras.
- Le texte ne doit pas être écrit en capitales (les noms de famille non plus), ni en gras, ni en italique, ni en « petit »…
- Le gras n'est utilisé que pour surligner le titre de l'article dans l'introduction, une seule fois.
- L'italique est rarement utilisé : mots en langue étrangère, titres d'œuvres, noms de bateaux, etc.
- Les citations ne sont pas en italique mais en corps de texte normal. Elles sont entourées par des guillemets français : « et ».
- Les listes à puces sont à éviter, des paragraphes rédigés étant largement préférés. Les tableaux sont à réserver à la présentation de données structurées (résultats, etc.).
- Les appels de note de bas de page (petits chiffres en exposant, introduits par l'outil «  Source ») sont à placer entre la fin de phrase et le point final[comme ça].
- Les liens internes (vers d'autres articles de Wikipédia) sont à choisir avec parcimonie. Créez des liens vers des articles approfondissant le sujet. Les termes génériques sans rapport avec le sujet sont à éviter, ainsi que les répétitions de liens vers un même terme.
- Les liens externes sont à placer uniquement dans une section « Liens externes », à la fin de l'article. Ces liens sont à choisir avec parcimonie suivant les règles définies. Si un lien sert de source à l'article, son insertion dans le texte est à faire par les notes de bas de page.
- La présentation des références doit suivre les conventions bibliographiques. Il est recommandé d'utiliser les modèles {{Ouvrage}}, {{Chapitre}}, {{Article}}, {{Lien web}} et/ou {{Bibliographie}}. Le mode d'édition visuel peut mettre en forme automatiquement les références.
- Insérer une infobox (cadre d'informations à droite) n'est pas obligatoire pour parachever la mise en page.

Pour une aide détaillée, merci de consulter Aide:Wikification.
Si vous pensez que ces points ont été résolus, vous pouvez retirer ce bandeau et améliorer la mise en forme d'un autre article.
En Région wallonne, le Code de la démocratie locale et de la décentralisation (abrégé en CDLD) est le document juridique de référence en ce qui concerne les règles régissant les pouvoirs locaux, notamment les provinces, les intercommunales et les communes wallonnes. 

## Adoption et modifications
L'arrêté du Gouvernement wallon du 22 avril 2004 porte codification du CDLD. Il a été approuvé une première fois par le décret du 27 mai 2004. Il a été publié au Moniteur belge le 12 août 2004 et est entré en vigueur le 22 août 2004.
Il connait depuis de nombreuses adaptations votées par le Parlement de Wallonie sur base de travaux préparatoires réalisés par le Service public de Wallonie ou sur base d'arrêts de la Cour Constitutionnelle.

## Composition du code
Il est composé de 6 parties, chacune subdivisée en livres, en titres, en chapitres, en sections et en articles : 
1. Les communes
2. La supracommunalité (dont le livre II traite spécifiquement des provinces)
3. Dispositions communes aux communes et à la supracommunalité
4. Élections
5. Sur les obligations des mandataires en matière de déclaration de mandats, de fonctions et de rémunération
6. Dispositions diverses